# Эрдинч, Мевлют
Мевлю́т Эрди́нч (тур. и фр. Mevlüt Erdinç; 25 февраля 1987, Сен-Клод, Франция) — турецкий и французский футболист, нападающий. Выступал за национальную сборную Турции.
Ранее Эрдинч выступал за французские клубы «Сошо», «Пари Сен-Жермен», «Ренн», «Сент-Этьен», «Генгам» и «Мец», а также за немецкий «Ганновер 96». Со сборной Турции в 2008 году дошёл до стадии полуфинала чемпионата Европы.

## Клубная карьера
Эрдинч родился во французском городе Сент-Клод (департамент Юра) в семье турецких иммигрантов, в 1973 году переехавших во Францию из турецкой провинции Йозгат. Футболом Эрдинч начал заниматься в местном клубе «Сент-Клод», в 13 лет перешёл в молодёжную команду «Сошо». Пройдя через молодёжный и дублирующий состав, Эрдинч дебютировал в основном составе «Сошо» 19 ноября 2005 года в матче чемпионата Франции против «Аяччо». Выйдя на замену в концовке матча, он отметился забитым голом, который стал победным. После этого Эрдинч ещё долго не мог закрепиться в основном составе своего клуба, особенно тяжёлым оказался для него период, когда клуб тренировали Ален Перрен и Фредерик Ханц. Его положение в клубе резко поменялось в декабре 2007 года, когда тренером «Сошо» был назначен Франсис Жийо, сразу же сделавший Эрдинча основным нападающим. До конца сезона турецкий форвард забил 11 голов. По словам Жийо, клуб сохранил место в Лиге 1 по итогам сезона 2007/2008 во многом благодаря Эрдинчу. В следующем сезоне Эрдинч вновь забил 11 голов в чемпионате Франции.
30 июня 2009 года Эрдинч перешёл в столичный «Пари Сен-Жермен», с которым подписал контракт на четыре года. Парижский клуб уже давно проявлял к футболисту интерес, однако долго не мог удовлетворить финансовые запросы «Сошо», пока наконец стороны не сошлись на сумме в 9 млн евро. Также в приобретении футболиста были заинтересованы французские «Бордо» и «Лион», и английские «Фулхэм», «Астон Вилла» и «Уиган Атлетик». В ПСЖ Эрдинч стал основным нападающим и в первом сезоне с 15 голами стал лучшим бомбардиром команды в чемпионате Франции, а среди всех игроков французской лиги занял третье место. Также он помог команде выиграть национальный кубок. Следующий сезон вышел не таким удачным в плане результативности — Эрдинч забил лишь 8 голов в чемпионате Франции. Когда в мае 2011 года клуб «Пари Сен-Жермен» был приобретён катарской инвестиционной группой, готовой тратить большие деньги на приобретение новых футболистов, будущее Эрдинч в клубе оказалось под угрозой. Несколько клубов обратились к «Пари Сен-Жермен» с предложением трансфера, однако в конце августа руководство клуба ответило отказом, пожелав сохранить турецкого нападающего.
Однако в следующие полгода своё место в основном составе парижского клуба Эрдинч так и не вернул, проиграв конкуренцию Кевину Гамейро. В зимнее трансферное окно 2012 года турецкий нападающий перешёл в «Ренн», заплативший за него 8 млн евро. Также за футболиста боролся английский «Ньюкасл Юнайтед», предлагавший 7 млн фунтов. Контракт с «Ренном» был заключён на три с половиной года. Однако отыграл за этот клуб Эрдинч только полтора. В сезоне 2012/2013 он забил 10 голов в чемпионате Франции, но отличался продолжительными безголевыми сериями. В общей сложности за «Ренн» он сыграл 55 матчей, в которых забил 18 голов.
1 сентября 2013 года Эрдинч перешёл в «Сент-Этьен», заплативший за него 4 млн евро. В дебютном сезоне за новый клуб Эрдинч забил 11 голов в чемпионате Франции, став лучшим бомбардиром «Сент-Этьена». Во втором сезоне его результативность снизилась — 8 голов. 17 июля 2015 года Эрдинч покинул Францию и перешёл в немецкий клуб «Ганновер 96», с которым подписал контракт до 2018 года. Сумма трансфера составила 3,5 млн евро. За первую половину сезона 2015/2016 Эрдинч сыграл за «Ганновер 96» 11 матчей и не забил ни одного гола. 7 января 2016 года он был отдан в аренду до конца сезона французскому клубу «Генгам».
В июне 2016 года Эрдинч перешёл во французский «Мец» на правах аренды на один год. Соглашение «Меца» с «Ганновером» предусматривало возможность выкупа контракта футболиста. Эрдинч хорошо начал сезон в «Меце», забив шесть голов в первых семи турах чемпионата Франции, но до конца сезона не сумел больше забить и в итоге потерял место в основном составе.
14 июля 2017 года Эрдинч был представлен в качестве игрока турецкого клуба «Истанбул Башакшехир», с которым он заключил контракт на три года.

## Выступления за сборную
Родившийся во Франции, но имеющий турецкие корни Мевлют Эрдинч мог выбирать, какую страну представлять на международном уровне. В 2004 году он представлял Францию в возрастной категории до 17 лет, В 2005 году решил выступать за турецкую сборную. Он играл за турецкую команду юношей до 19 лет на чемпионате Европы 2006 года, в 2007 году сыграл 5 матчей за молодёжную сборную.
В национальной сборной Турции Эрдинч дебютировал 26 марта 2008 года в товарищеском матче с командой Беларуси. В мае того же года тренер Фатих Терим включил его в заявку сборной на чемпионат Европы 2008. Эрдинч вышел в стартовом составе на первый матч своей команды на турнире, но был заменён в перерыве. В следующий раз он появился на поле лишь в полуфинальной встрече со сборной Германии, где вышел на замену в концовке матча.
В мае 2016 года Терим пригласил Эрдинча на товарищеские матчи со сборными Англии и Черногории перед чемпионатом Европы, однако в финальную заявку сборной на турнир Мевлют не попал.

## Достижения
- Обладатель Кубка Франции (2): 2007, 2010
- Финалист Кубка французской лиги: 2012/13
- Полуфиналист чемпионата Европы 2008

## Статистика
| Клуб                       | Сезон                      | Национальный чемпионат     | Национальный чемпионат | Национальный чемпионат | Национальные кубки | Национальные кубки | Еврокубки | Еврокубки | Всего | Всего |
| Клуб                       | Сезон                      | Лига                       | Игры                   | Голы                   | Игры               | Голы               | Игры      | Голы      | Игры  | Голы  |
| -------------------------- | -------------------------- | -------------------------- | ---------------------- | ---------------------- | ------------------ | ------------------ | --------- | --------- | ----- | ----- |
| Сошо                       | 2005/2006                  | Лига 1                     | 10                     | 2                      | 3                  | 0                  | 0         | 0         | 13    | 2     |
| Сошо                       | 2006/2007                  | Лига 1                     | 4                      | 0                      | 1                  | 0                  | 0         | 0         | 5     | 0     |
| Сошо                       | 2007/2008                  | Лига 1                     | 29                     | 11                     | 3                  | 0                  | 0         | 0         | 32    | 11    |
| Сошо                       | 2008/2009                  | Лига 1                     | 36                     | 11                     | 2                  | 1                  | 0         | 0         | 38    | 11    |
| Всего за «Сошо»            | Всего за «Сошо»            | Всего за «Сошо»            | 79                     | 24                     | 9                  | 1                  | 0         | 0         | 88    | 25    |
| Пари Сен-Жермен            | 2009/2010                  | Лига 1                     | 31                     | 15                     | 6                  | 4                  | 0         | 0         | 37    | 19    |
| Пари Сен-Жермен            | 2010/2011                  | Лига 1                     | 34                     | 8                      | 10                 | 0                  | 10        | 1         | 54    | 9     |
| Пари Сен-Жермен            | 2011/2012                  | Лига 1                     | 11                     | 1                      | 2                  | 1                  | 6         | 0         | 18    | 2     |
| Всего за «Пари Сен-Жермен» | Всего за «Пари Сен-Жермен» | Всего за «Пари Сен-Жермен» | 76                     | 24                     | 18                 | 5                  | 16        | 1         | 110   | 30    |
| Ренн                       | 2011/2012                  | Лига 1                     | 12                     | 4                      | 2                  | 1                  | 0         | 0         | 14    | 5     |
| Ренн                       | 2012/2013                  | Лига 1                     | 32                     | 10                     | 5                  | 3                  | 0         | 0         | 37    | 13    |
| Ренн                       | 2013/2014                  | Лига 1                     | 4                      | 1                      | 0                  | 0                  | 0         | 0         | 4     | 1     |
| Всего за «Ренн»            | Всего за «Ренн»            | Всего за «Ренн»            | 48                     | 15                     | 7                  | 4                  | 0         | 0         | 55    | 19    |
| Сент-Этьен                 | 2013/2014                  | Лига 1                     | 27                     | 11                     | 2                  | 1                  | 0         | 0         | 29    | 12    |
| Сент-Этьен                 | 2014/2015                  | Лига 1                     | 26                     | 8                      | 6                  | 1                  | 4         | 0         | 36    | 9     |
| Всего за «Сент-Этьен»      | Всего за «Сент-Этьен»      | Всего за «Сент-Этьен»      | 53                     | 19                     | 8                  | 2                  | 4         | 0         | 65    | 21    |
| Ганновер 96                | 2015/2016                  | Бундеслига                 | 11                     | 0                      | 2                  | 0                  | 0         | 0         | 13    | 0     |
| Генгам                     | 2015/2016                  | Лига 1                     | 15                     | 4                      | 1                  | 0                  | 0         | 0         | 16    | 4     |
| Мец                        | 2016/2017                  | Лига 1                     | 8                      | 6                      | 0                  | 0                  | 0         | 0         | 8     | 6     |
| Всего за карьеру           | Всего за карьеру           | Всего за карьеру           | 290                    | 92                     | 45                 | 12                 | 20        | 1         | 355   | 105   |